# Adolf Gancwol-Ganiewski

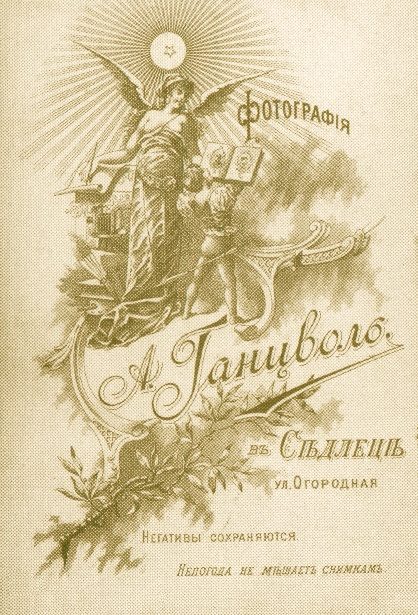
Reklama zakładu Gancwola na odwrocie jednej z fotografii z pierwszych lat XX wieku

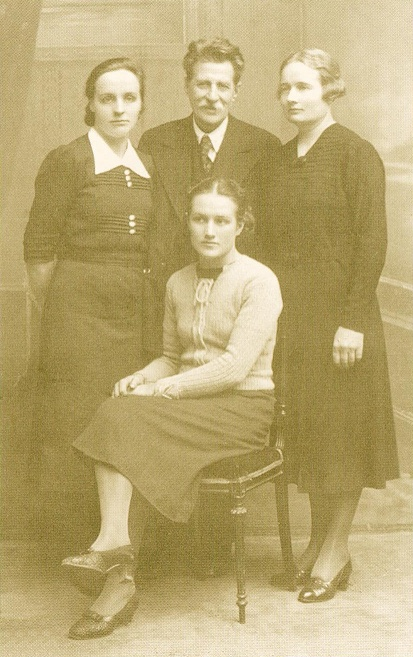
Gancwol w swoim atelier z pracownicami: po prawej Regina Tomaszewska, po lewej Dora Kadejówna, na krześle siedzi uczennica Ludmiła Rudecka, która przechowała archiwum

Adolf Gancwol (od 1922 r. Adolf Hubert Ganiewski, ur. 27 grudnia 1870 w Warszawie, zm. 25 sierpnia 1942 w obozie zagłady w Treblince) – siedlecki fotograf i działacz społeczny, autor setek zdjęć dokumentujących historię Siedlec oraz innych miejscowości Podlasia i Lubelszczyzny.

## Życiorys
Adolf Gancwol, syn Hermana i Marii z Grundhandów urodził się w zasymilowanej rodzinie żydowskiej. O jego życiu wiadomo niewiele. Pasję do fotografii prawdopodobnie odziedziczył po ojcu – w zbiorach Muzeum Narodowego w Warszawie zachowało się jedno zdjęcie wykonane przez Hermana Gancwola (przedstawia siedlecki kościół św. Stanisława). Od 1895 Adolf Gancwol prowadził w Siedlcach zakład fotograficzny. Mieścił się on przy ulicy Ogrodowej 29 (obecnie ul. Sienkiewicza 33). Budynek zachował się do dzisiaj, jednak niszczeje, pomimo że ze względu na swoje historyczne związki z Gancwolem został wpisany w 2011 do Rejestru Zabytków. 8 kwietnia 1900 przyjął chrzest w obrządku ewangelicko-reformowanym przyjmując imię Hubert. W 1922 zmienił oficjalnie nazwisko na Ganiewski. Ożenił się z Emilią Gebel. 1 kwietnia 1942 został przez Niemców osadzony w siedleckim getcie – zamieszkał przy ulicy Asłanowicza 38. Zezwolono mu jednak codziennie opuszczać dzielnicę żydowską, aby mógł dalej prowadzić zakład. 22 sierpnia 1942 został wywieziony do Treblinki, gdzie został zamordowany.
Poza działalnością fotograficzną Gancwol brał aktywny udział w życiu miasta. Był kierownikiem letniego kina, do którego zapraszał dzieci z ubogich rodzin na darmowe pokazy. Dofinansowywał również sierociniec. Był także członkiem Siedleckiego Towarzystwa Wzajemnego Kredytu. Angażował się w działalność oświatową. Był sekretarzem Koła Przyjaciół Akademika Polskiego. Fundował stypendia dla utalentowanych uczniów.
O życiu Ganiewskiego opowiada nakręcony w 1993 film biograficzny w reżyserii Mariusza Malca pt. "Gancwol fotograf". W 2010 na budynku dawnej pracowni Gancwola przy ul. Sienkiewicza 33 odsłonięto tablicę pamiątkową, ufundowaną przez wnuka siedleckiego fotografa.

## Fotografie
Gancwol nie zamykał się w swoim zakładzie fotograficznym. Fotografował ważne uroczystości, architekturę Siedlec i okolic, mieszkańców miasta – Polaków, Żydów, Rosjan, Niemców. Specjalizował się zwłaszcza w zdjęciach grupowych – policjantów, strażaków, żołnierzy, a także uczniów kończących siedleckie szkoły. Jego zdjęcia służą obecnie jako niezwykle bogate źródło do badań historycznych. Zdjęcia charakterystycznych budynków Gancwol wydawał w formie pocztówek. Toteż licznie zachowały się do czasów obecnych. Pozostałe fotografie z archiwum przetrwały wojnę tylko dzięki jego uczennicy Ludmile Rudeckiej, która wraz z mężem prowadziła po śmierci Ganiewskiego zakład przy Sienkiewicza 33, aż do 1980. W tymże roku dzięki staraniom Mariana Wąsowskiego (wówczas pracownika Muzeum Okręgowego) ocalałe archiwum zakładowe – ponad 900 szklanych negatywów, zostało zdeponowane w siedleckim Muzeum (obecnie Muzeum Regionalne). Spośród wszystkich zakładów fotograficznych działających w Siedlcach przed wojną (było ich około siedmiu) zachowało się tylko archiwum Gancwola. Wszystkie zachowane zdjęcia wykonane są przed 1940 r. Zdjęcia z okresu okupacji uległy zniszczeniu, gdyż wykonane były na celuloidzie.